# Municipio de Upper Loutre
El municipio de Upper Loutre (en inglés: Upper Loutre Township) es un municipio ubicado en el condado de Montgomery en el estado estadounidense de Misuri. En el año 2010 tenía una población de 1712 habitantes y una densidad poblacional de 10,42 personas por km².

## Geografía
El municipio de Upper Loutre se encuentra ubicado en las coordenadas 39°5′33″N 91°33′13″O / 39.09250, -91.55361. Según la Oficina del Censo de los Estados Unidos, el municipio tiene una superficie total de 164.33 km², de la cual 162,75 km² corresponden a tierra firme y (0,96 %) 1,57 km² es agua.

## Demografía
Según el censo de 2010, había 1712 personas residiendo en el municipio de Upper Loutre. La densidad de población era de 10,42 hab./km². De los 1712 habitantes, el municipio de Upper Loutre estaba compuesto por el 96,38 % blancos, el 2,28 % eran afroamericanos, el 0,35 % eran amerindios, el 0,06 % eran isleños del Pacífico, el 0,18 % eran de otras razas y el 0,76 % eran de una mezcla de razas. Del total de la población el 0,88 % eran hispanos o latinos de cualquier raza.